# 散乱断面積
散乱断面積（さんらんだんめんせき、英: cross section）とは、量子的には、散乱が起きる確率を表す量である。
古典的な散乱では、入射粒子を点と見なしたときの、散乱体の断面積に相当する。

## 設定・定義
z 軸の正の方向に、それと垂直な単位面積を通して入射する毎秒当たりの粒子数を N とし、また原点 O を中心とする半径 r の球面上の面要素 dS 内に毎秒到達する粒子数を ΔN とする。この粒子数 ΔN は NdS/r2 に比例する。検出器上の面要素 dS を原点から見た立体角を dΩ とすると、dΩ = dS/r2 であるから、
{\displaystyle \Delta N=\sigma (\theta )N\mathrm {d} \Omega }
である。ここで θ は、粒子が衝突によって z 軸からそれた角度であり、これを散乱角という。また σ(θ) は単位面積あたり毎秒1個の粒子が入射してくるとき、散乱角 θ の方向の単位立体角のなかに散乱されてくる粒子数の割合を表しており、面積の次元を持つ。そこで σ(θ) を散乱の微分断面積という。これを全立体角にわたって積分した
{\displaystyle \sigma _{\mathrm {total} }=\int \sigma (\theta )\mathrm {d} \Omega =2\pi \int _{0}^{\pi }\sigma (\theta )\cdot \sin \theta \mathrm {d} \theta }
を散乱の全断面積という。これは単位面積のスリットを通って、毎秒1個の粒子が入射するとき、散乱されてくる全粒子数の割合である。
古典的粒子が球形の標的粒子に衝突する場合に、全断面積は球の幾何学的断面積に等しい。したがって原子による電子の散乱の場合には、散乱の全断面積の大きさはボーア半径の2乗程度の大きさである。
弾性散乱の場合、散乱の微分断面積は散乱振幅 f(θ) の絶対値の2乗で与えられる。
{\displaystyle \sigma (\theta )=|f(\theta )|^{2}}